# Kamopanorpa uralensis
Kamopanorpa uralensis is een fossiele soort schietmot uit de familie Microptysmatidae.